# استیو نش
استیون جان نش (به انگلیسی: Stephen John Nash) ‏ (۷ فوریه ۱۹۷۴ در ژوهانسبورگ، آفریقای جنوبی) بازیکن سابق بسکتبال اهل کانادا و ملی پوش این کشور و تیم لس آنجلس لیکرز است.
استیو نش تاکنون دوباره موفق به دریافت جایزه باارزش‌ترین بازیکن ان‌بی‌ای شده‌است. او پس از پایان تحصیلاتش در سال ۱۹۹۶ در دانشگاه سانتاکلارا، توسط فینیکس سانز کشیده‌شد و تا سال ۱۹۹۸ در این تیم بود. وی به دالاس موریکس منتقل شد و چند سال موفق را با بازی در کنار درک نوویتسکی گذراند. نش پس از به توافق نرسیدن با دالاس بر سر مسائل مالی، در سال ۲۰۰۴ دوباره به فینیکس بازگشت. اما نهایتاً در سال ۲۰۱۲ سر از تیم لس آنجلس لیکرز در آورد.

## بازنشستگی
استیو نش در تاریخ ۲۱ مارس ۲۰۱۵ (۲ فروردین ۱۳۹۴) به صورت رسمی بازنشسته شد. وی در نامه‌ای که در سایت The Player’s Tribune منتشر شد، اعلام کرد: "بزرگترین اتفاقی که برای من افتاد این بوده است که با تمام وجود علاقه ام را دنبال کردم و برای چیزی که به آن علاقه داشتم تلاش کردم. نردبانی را تصور کنید که من برای رسیدن به قهرمانانم از آن بالا رفتم. وسواس (برای رسیدن به موفقیت) بهترین دوست من شد. من با او صحبت می کردم با او می جنگیدم و توسط او شکست می خوردم." نش این فصل رقابتهای لیگ NBA را به علت مصدومیت از دست داد و بسکتبال را با پیراهن لس آنجلس لیکرز به پایان رساند.